# Concrete (Pet Shop Boys)
Concrete è il primo album dal vivo del gruppo musicale britannico Pet Shop Boys, pubblicato il 23 ottobre 2006 dalla Parlophone.
Originalmente doveva chiamarsi "Concert", ma il 20 settembre 2006 (cinque settimane prima della data annunciata di pubblicazione) i Pet Shop Boys comunicarono che il titolo fu cambiato in Concrete (titolo pensato tempo prima per Fundamental).

## Il concerto
Sotto richiesta della BBC Radio 2, i Pet Shop Boys tennero un concerto al Mermaid Theatre di Londra l'8 maggio 2006, di fronte ad una platea di circa 600 persone (date le dimensioni del teatro). Nelle settimane a seguire il concerto venne incluso nella competizione "Sold on Song" della BBC Radio 2, ove trionfò. Di conseguenza, i Pet Shop Boys decisero di pubblicare il loro primo album dal vivo basandosi su tale concerto.
Tutti i brani che i Pet Shop Boys eseguirono vennero scelti in base ad un criterio: la partecipazione dell'orchestra. Escludendo le varie performance della proiezione di Battleship Potemkin nel biennio 2004-2005, il concerto svoltosi al Mermaid Theatre rappresenta la prima volta in assoluto in cui i Pet Shop Boys si esibirono con l'accompagnamento dell'orchestra, condotta e diretta dal produttore Trevor Horn. La orchestrazione di Horn fu presente in ogni singolo brano; uniche eccezioni furono West End Girls e It's a Sin dove l'orchestra non svolse arrangiamenti. Durante la performance vennero eseguiti diversi brani tratti dal loro ultimo album Fundamental anche per la promozione dell'album stesso.

## Tracce
CD 1
1. Left to My Own Devices (8:37)
2. Rent (3:56)
3. You Only Tell Me You Love Me When You're Drunk (3:31)
4. The Sodom and Gomorrah Show (5:33)
5. Casanova in Hell (special guest: Rufus Wainwright) (3:40)
6. After All (7:56)
7. Friendly Fire (special guest: Frances Barber) (3:57)
8. Integral (4:01)

CD 2
1. Numb (5:03)
2. It's Alright (5:03)
3. Luna Park (6:21)
4. Nothing Has Been Proved (4:40)
5. Jealousy (special guest: Robbie Williams) (5:57)
6. Dreaming of the Queen (5:28)
7. It's a Sin (5:18)
8. Indefinite Leave to Remain (2:59)
9. West End Girls (4:55)

## Formazione
- Neil Tennant – voce
- Chris Lowe – sintetizzatore

Altri musicisti
- Rufus Wainwright – voce in Casanova in Hell
- Frances Barber – voce in Friendly Fire
- Robbie Williams – voce in Jealousy

### Orchestra
- Trevor Horn – direzione musicale, basso e cori
- La BBC Concert Orchestra
- Pete Gleadall – programmazione
- Nick Ingman – direttore d'orchestra
- Anne Dudley – pianoforte, tastiera
- Phil Palmer – chitarra
- Steve Lipson – chitarra
- Paul Robinson – batteria
- Lol Creme – cori
- Andy Caine – cori
- Lucinda Barry – cori
- Sylvia Mason-James – cori
- Sally Bradshaw – voce d'opera